# Mycalesis inga
Mycalesis inga är en fjärilsart som beskrevs av Hans Fruhstorfer 1898. Mycalesis inga ingår i släktet Mycalesis och familjen praktfjärilar. Inga underarter finns listade i Catalogue of Life.